# Maxime Bourgeois
Maxime Bourgeois (Sucy-en-Brie, 3 febbraio 1991) è un calciatore francese, attaccante del Foron.

## Carriera
Ha debuttato in massima serie il 28 novembre 2009 nella partita Paris Saint-Germain-Auxerre.